# La Briochée
La Briochée, nom de scène de Maëva Trioux, née le 16 mars 1991 à Royan en Charente-Maritime, est une drag queen, comédienne de doublage, chanteuse et militante pour les droits des personnes trans française, principalement connue pour sa participation à la première saison de Drag Race France.

## Carrière
La Briochée commence à performer en tant que drag queen dès 2019. La même année, elle commence le doublage en amatrice sur internet, avec notamment le rôle d'Angel Dust dans le cartoon indépendant Hazbin Hôtel, qui lui donne une première visibilité. 
À partir de juin 2021, elle intègre la troupe du cabaret parisien Madame Arthur. Son nom s'inspire à la fois de la gâche vendéenne, mais aussi des danseuses parisiennes du début du xxe siècle, comme La Goulue. En parallèle, elle mène une carrière dans la voix-off et le doublage.
Le 2 juin 2022, elle est annoncée comme faisant partie des dix drag queens qui participent à la saison 1 de Drag Race France. Elle est alors l'une des rares femmes transgenres à avoir de la visibilité en tant que drag queen.
Elle participe, en octobre 2022 à la tournée qui fait suite à l'émission, lui permettant de sensibiliser le public sur la question des transidentités.
L'année 2023 la voit prendre des rôles de doublage importants, comme dans le film Transformers: Rise of the Beasts, mais aussi les dernières saisons de The Witcher et Babylon Berlin.
En février 2023, son image est utilisée par des militants du parti d'extrême droite Reconquête pour lutter contre les lectures faites par des drag queens à Toulouse. Elle décide de porter plainte et l'Agence France-Presse s'empare de l'affaire. Le 10 février 2023, elle accompagne sur scène la chanteuse Clara Luciani aux côtés de ses sœurs de Drag Race France, Paloma, Kam Hugh et Elips.
Le 18 juin 2023, elle présente la cérémonie des Out d'or et reçoit le trophée de la personnalité LGBTQ+ de l'année au nom de Paloma. La demande émanait de Yasmina Cardoze, qui souhaitait montrer le soutien de l’Association des Journalistes LGBTQI+ aux drag queens et aux personnes trans.
Le 1er juillet 2023, elle participe, avec les Sœurs de la Perpétuelle Indulgence, à la Queer Amann, l'une des marche des fiertés ayant eu lieu à Quimper.
Elle retrouve le personnage d'Angel Dust pour la première saison d'Hazbin Hotel, sur Prime Video, en janvier 2024. Elle joue également le personnage de Azel dans Le (2eme) meilleur hôpital de la galaxie.
En juin 2024, elle incarne le personnage d'Ivy dans D&Drags, une mini-campagne diffusée sur la chaîne d'actual play La Bonne Auberge à l'occasion du mois des fiertés.

## Biographie
La Briochée est ouvertement lesbienne et en couple depuis 2022.

## Filmographie

### Cinéma
- 2021 : Ah... C'est vous ? de Claire Bottalico : Charlie Lautier
- 2023: MyëVe-Land: MyëVe Märchen

### Télévision
- 2022 : Drag Race France : candidate, huitième place (saison 1)[3]
- 2023 :
  - Le Phénomène Drag Race France, un an avec les Queens : elle-même
  - Drama Queens, chez Paloma sur France 2 : elle-même

### Clips vidéo
- 2022 : Love l'artère de Paloma[13].

## Doublage

### Cinéma

#### Films
- Da'Vine Joy Randolph dans :
  - Shadow Force (2025) : « Tante » Marvella
  - Bride Hard (en) (2025) : Lydia
- 2023 : Transformers: Rise of the Beasts : Nightbird (Michaela Jaé Rodriguez) (voix)
- 2023 : Aquaman et le Royaume perdu : Karshon (Indya Moore)
- 2025 : L'Ombre d'Emily 2 : Vicky (Alex Newell)

### Télévision

#### Séries télévisées
- 2020-2022 : Babylon Berlin : Edwina Morel (Le Pustra (en)) (saison 3, épisode 8 et saison 4, épisode 8)
- 2021-2022 : September Mornings : Pedrita (Linn da Quebrada) (8 épisodes)
- 2022-2024 : House of the Dragon : Sylvi (Michelle Bonnard (en))
- 2023 : The Witcher : Eva (Cal Watson) (3 épisodes)
- 2024 : Kaos : Atropos (Sam Buttery)
- 2024 : Get Millie Black : Hibiscus (Chyna McQueen)
- 2024 : Alert : Canary (Kendall Gender (en)) (saison 2)
- 2025 : Tu me manques (en) : Aqua (Mary Malone) (mini-série)

#### Séries d'animation
- 2024 : Hazbin Hotel : Angel Dust
- 2024 : Le Deuxième Meilleur Hôpital de la Galaxie : Dr Azel[n 1]

### Jeux vidéo
- 2021 : Rainbow Six: Siege : Osa
- 2022 : Apex Legends : Catalyst
- 2022 : World of Warcraft : Camériste Sélistra

## Discographie
| Année | Titre           | Artiste                         | Album   |
| ----- | --------------- | ------------------------------- | ------- |
| 2021  | Sous Marine     | La Briochée, Fabien Sckarlakens | Single  |
| 2021  | Fais Pas Genre  | La Briochée, Fabien Sckarlakens | EP      |
| 2023  | Rose            | GARÇONS SENSIBLES, La Briochée  | Single  |
| 2024  | La fête d'après | fleur et bleue, La Briochée     | Tout ça |